# Super Audio Compact Disc
Super Audio Compact Disc (SACD) er et optisk medie til lagring af stereo og surround sound lyd højere opløsning end normal Compact Disk (CD), i modsætning til den ældre lyd-cd, der ikke kan indeholde lyd i lige så høj opløsning eller surround sound. SACD blev introduceret i 1999. Den blev udviklet af Sony og Philips, de samme firmaer der skabte Compact Discen. SACD var i en formatkrig med DVD-Audio. SACD er nu det dominerende høj-opløste lyd-medie på markedet, og bruges typisk af hi-fi elskere som gerne vil have en lyd der kommer så tæt på det oprindelige studie mix som muligt.

## Overblik
SACD har samme fysiske dimensioner som cd'en, men bruger en meget anderledes teknologi fra både CD og DVD-Audio til at lagre dens lyd-data en 1-bit proces kendt som Direct Stream Digital ved den meget høje frekvens 2822.4 kHz. Dette er 64 gange frekvensen brugt i CDDA, der bruger 44.1 kHz og en opløsning på 16-bit.